# Marián Čalfa
Marián Čalfa (* 7. května 1946 Trebišov) je slovenský právník a bývalý politik působící v Praze, za normalizace člen a funkcionář KSČ. Po sametové revoluci československý premiér.

## Mládí a kariéra v KSČ
Od počátku vysokoškolských studií v roce 1964 žije v Praze. V roce 1970 absolvoval Právnickou fakultu Univerzity Karlovy. Pracoval potom po dva roky na praxi v ČTK a od roku 1972 v legislativním odboru Úřadu předsednictva vlády ČSSR. Od svých osmnácti let byl členem KSČ.
V roce 1987 se stal zástupcem vedoucího Úřadu předsednictva vlády a v dubnu 1988 byl Lubomírem Štrougalem jmenován ministrem pro legislativu a předsedou Legislativní rady vlády ČSSR v šesté vládě Lubomíra Štrougala. V této funkci zůstal i poté, co Štrougala nahradil na místě předsedy vlády Ladislav Adamec (vláda Ladislava Adamce). Mimo jiné dostal za úkol vypracování přísnějšího tiskového zákona (v lednu 1989). Před rokem 1989 také předsedal pracovní komisi při ÚV KSČ, která měla za úkol připravit novou ústavu Československa. V rámci ústavních návrhů se zvažovalo vypuštění vedoucí úlohy KSČ ve společnosti a garantování svobody opuštění území republiky. Ústava ale nebyla dokončena a po událostech v listopadu 1989 již nebylo na tento návrh navázáno.

## Podzim 1989
Jeho politická kariéra pokračovala i po sametové revoluci. Po listopadových událostech roku 1989 se nejprve 3. prosince 1989 stal 1. místopředsedou rekonstruované Adamcovy vlády a členem týmu, který za KSČ jednal se zástupci Občanského fóra a VPN. Funkci 1. místopředsedy zastával do 10. prosince, přičemž od 7. prosince byl i pověřeným předsedou vlády místo Ladislava Adamce. Po odstoupení Adamce z jednání se stal hlavním vyjednavačem s nastupující mocí a následně 10. prosince 1989 premiérem v takzvané „vládě národního porozumění“, která dovedla zemi k prvním demokratickým volbám v roce 1990. V této vládě dočasně, do 30. prosince 1989, zaujal i post pověřeného ministra vnitra ČSSR, který zastával společně s Jánem Čarnogurským a Valtrem Komárkem.
Sehrál významnou roli při prosazení Václava Havla na post prezidenta. V té době se ozývaly hlasy pro přímou volbu, v níž měl větší šance Alexander Dubček než málo známý Havel. Čalfa ale zajistil Havlovo jednomyslné zvolení v nepřímé volbě (parlamentem složeným ještě z předlistopadových poslanců) a coby člověk obeznámený s fungováním vládních orgánů poskytoval Havlovi profesionální politické rady.

## Politická kariéra po sametové revoluci
V nejvyšších politických funkcích se udržel i další dva roky po sametové revoluci. V lednu 1990 vystoupil z KSČ a po volbách v červnu 1990 byl opětovně jmenován předsedou vlády (takzvaná vláda národní oběti) a tuto funkci zastával až do voleb roku 1992, nyní již jako člen hnutí Verejnosť proti násiliu, které do svých řad přijalo i populární osobnosti s komunistickou předlistopadovou minulostí.
Zároveň zasedal i v nejvyšším zákonodárném sboru. Ve volbách roku 1990 byl zvolen do slovenské části Sněmovny národů Federálního shromáždění (volební obvod Východoslovenský kraj) za VPN. Po rozkladu VPN v roce 1991 přešel do jedné z nástupnických stran ODÚ-VPN (byl místopředsedou ODÚ-VPN). Ve Federálním shromáždění setrval do voleb roku 1992. V roce 1992 kandidoval do parlamentu za ODÚ, tentokrát neúspěšně.

## Po odchodu z politiky
Po volební porážce odešel Marián Čalfa z politiky (do které se v roce 1995 neúspěšně pokusil vrátit) a po rozdělení Československa zůstal v Praze, kde do roku 2011 působil jako advokát. V roce 2006 ho Deník zahrnoval mezi nejbohatší a nejvlivnější pražské advokáty. I po odchodu z politiky měl blízko k Václavu Havlovi, v roce 1994 ho Havel jmenoval svým poradcem, jako právník dojednával prodej paláce Lucerna Chemapolu.
Byl také akcionářem, členem představenstva (1994–1999) a dozorčí rady (1999–2005) pražské IC banky (dnes Equa bank). V letech 1993–1995 byl také členem dozorčí rady CS First Boston investiční společnosti (dnes WOOD & Company investiční společnost) a v letech 1998–1999 členem dozorčí rady chemičky Synthesia. Působil i v dalších obchodních společnostech. Od roku 2008 je jediným jednatelem a společníkem v PROGNEM, s.r.o., (likvidace vyhlášena 5. 8. 2014), od roku 2004 společníkem v Starlit, s.r.o., a od roku 2012 členem představenstva Pražské energetiky.